# José Canga Argüelles

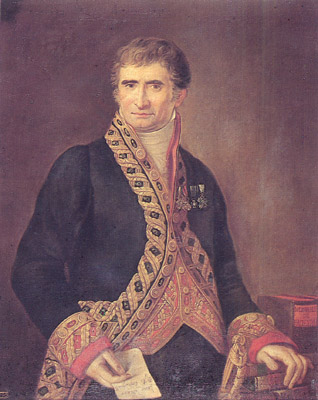
José Canga Argüelles retratat per Vicente Arbiol y Rodríguez

José Canga Argüelles (Oviedo, 17 de juliol 1770- Madrid, 2 de desembre de 1842) fou un economista i polític espanyol. Era fill d'un magistrat d'Audiència, va estudiar lleis a la Universitat d'Oviedo i es doctorà a la universitat de Saragossa el 1791. Quan la seva família tornà a Oviedo ell marxà a Madrid, on va traduir clàssics grecs. Gràcies als seus coneixements d'economia el 1794 contactà amb Pedro Rodríguez de Campomanes, qui el va introduir a la Societat Econòmica d'Amics del País. El gener de 1798 fou nomenat procurador síndic de l'Estat a Gijón, però al cap de poc deixà el càrrec per a treballar com a oficial al Despacho de Hacienda, cosa que li va permetre intervenir en informes oficials sobre economia i política exterior. D'aquesta manera el 1800 fou nomenat secretari reial i el 1804 va ser nomenat comptador major de l'exèrcit a València. Allí es va casar amb Eulàlia Ventades Ventades i va tenir al seu fill Felipe. En 1805 Carles IV el va nomenar Cavaller de l'Orde de Carles III i fou admès a la Reial Acadèmia de la Història.
L'esclat de la Guerra del Francés el va sorprendre a València, on la Junta Suprema de Govern del Regne de València, el nomenar intendent de l'exèrcit el 28 d'abril de 1809. Per organitzar la defensa de la ciutat aconseguí emprèstits nous. El gener de 1811 la Junta Suprema Central el va nomenar ministre d'Hisenda. Destacà en el sanejament de les finances oficials, on proposà la venda d'una part dels eclesiàstics i posar nous impostos. Posteriorment va ser superintendent general d'Hisenda, encarregat d'Índies, intendent dels exèrcits i del regne de València. El 1812 fou governador de Sòria i el setembre de 1813 fou elegit diputat per Astúries a les Corts de Cadis.
Quan Ferran VII tornà a Espanya el 1814 el va condemnar a vuit anys de presó al castell de Peníscola, alhora que el 23 d'abril de 1816 el rei de França li va concedir la flor de llis pels serveis prestats a la Casa de Borbó. Fou alliberat el 1820 arran el pronunciament de Rafael de Riego i el 1822 fou escollit novament diputat a les Corts Espanyoles. Ocupà novament i de manera breu el càrrec de ministre d'Hisenda, però fou destituït pels liberals moderats. Partidari de protestar contra la Santa Aliança, a la fi del Trienni Liberal el 1823 s'exilià a Londres, on publicà bona part de la seva obra. El 1831 va tornar a Espanya, on fou nomenat director de l'Arxiu General de Simancas i visitador de l'Institut de Jovellanos a Gijón.

## Obres
- Recopilación de todas las leyes, ordenanzas y reglamentos del Cuerpo político de los ejércitos de España (6 toms, 1807)
- Memoria sobre la cuenta y razón de España (1811)
- Memoria sobre el crédito público (1820)
- Memoria sobre el estado de la Hacienda Pública de España (1821)
- Elementos de la Ciencia de la Hacienda (1825)
- Diccionario de Hacienda con aplicación a España (1826)
- Ensayo sobre las libertades de la Iglesia católica de España en ambos mundos (1827)
- Breve respuesta a la representación de los comerciantes de Londres (1829)
- Observaciones sobre la «Historia de la guerra de España», que escribieron los señores Clarke, Southey, Londonderry y Napier (1833-1836)